# Смілянська волость (Черкаський повіт)
Смілянська волость — історична адміністративно-територіальна одиниця Черкаського повіту Київської губернії з центром у містечку Сміла.
Станом на 1886 рік складалася з 7 поселень, 7 сільських громад. Населення — 13049 осіб (6644 чоловічої статі та 6405 — жіночої), 1233 дворових господарств.
|                     | Площа, десятин | У тому числі орної, десятин |
| ------------------- | -------------- | --------------------------- |
| Сільських громад    | 3291           | 2357                        |
| Приватної власності | 8000           | 5035                        |
| Іншої власності     | 339            | 210                         |
| Загалом             | 11630          | 7602                        |

Основні поселення волості:
- Сміла — колишнє власницьке містечко при річці Тясмин за 25 верст від повітового міста, 2850 осіб, 728 дворів, 3 православні церкви, костел, кирха, синагога, 6 єврейських молитовних будинків, училище, 3 школи, телеграфна та поштова станції, 4 лікарні, 2 аптеки, 10 постоялих дворів, 14 трактирів, 28 постоялих будинків, 202 лавки, кінний млин, завод штучної мінеральної води, тютюнова фабрика. За 1½ версти — рафінадний завод. За 2 версти — бурякоцукровий завод. За 2 версти — механічний завод. За версту — залізничний полустанок Сміла. За 5 верст — залізнична станція Бобринська.
- Будки — колишнє власницьке село при річці Сріблянка, 500 осіб, 113 дворів, постоялий будинок, 4 вітряних млини.
- Костянтинівка — колишнє власницьке село при річці Сріблянка, 1141 особа, 113 дворів, православна церква, 2 постоялих будинки, водяний і 7 вітряних млини.

Старшинами волості були:
- 1861 — Олексій Старовита[2]
- 1909—1913 роках — Євмен Созонович Чернаєнко[3],[4],[5],[6];
- 1915 року — Григорій Антонович Мешедченко[7].